# Argiolestes minimus
Argiolestes minimus är en trollsländeart som beskrevs av Tillyard 1908. Argiolestes minimus ingår i släktet Argiolestes och familjen Megapodagrionidae. Inga underarter finns listade i Catalogue of Life.